# ネルバナ
ネルバナ（Nelvana）はカナダのアニメーション製作会社である。

## 歴史
1971年7月30日に創立。以後多くのアニメを輩出したアニメーション・スタジオである。日本にもいくつかの作品が入ってきており、また日本製のアニメもカナダでの配給を行っている。また近年では日本のセガサミーグループとも業務提携も行っている。

## 主な作品
- ダイノソーサーズ
- ドンキーコング (アニメ)
- タンタンの冒険
- 長くつ下のピッピ
- カードキャプターさくら（Cardcaptors）
- ぞうのババール
- マジックスクールバス
- ネッズニュート
- ペコラ
- 爆転シュート ベイブレード
- 魔豆奇伝パンダリアン
- メダロット
- Oops!フェアリーペアレンツ
- チョーク・ゾーン
- 星のカービィ
- ダニーファントム
- ルビー・グルーム
- 爆丸バトルブローラーズ
- The ZhuZhus
- イーク・ザ・キャット
- サイドキック
- きかんしゃトーマス
- バーニーの世界
- ハムスターデールのハムスターたち

### 非児童向け
- ロックン・ルール